# Capella de Sant Pau
Sant Pau és una capella al municipi d'Horta de Sant Joan (Terra Alta) catalogada a l'Inventari del Patrimoni Arquitectònic de Catalunya. És una capella utilitzada pels religiosos del convent de Sant Salvador d'Horta. Fou construïda pel matrimoni Galtés de Vilanova i la Geltrú l'any 1700, sent inaugurada el 1702. Aquesta capella fou rehabilitada cap al 1980. Cap al 1998 es van fer diverses obres de consolidació: construcció de la coberta d'una vessant (tot i que l'original havia estat de dues vessants), consolidació dels elements estructurals, rejuntament dels carreus i paredat. Aquesta rehabilitació fou finançada pel pla FEDER de la Comunitat Econòmica Europea.
Capella de planta rectangular amb façana principal de carreus de pedra i façanes laterals i posterior, adossades a la roca, de paredat. Just a la part posterior s'obre una capella troglodítica amb arcada de mig punt de rajola i petita fornícula superior. A l'interior té sostre, amb cornisa i línia d'impostes que uneix els petits capitells d'unes mitges columnes barroques en relleu. S'hi poden veure alguns elements ornamentals a base de motius vegetals del mateix estil. La façana principal té porta d'accés amb arcada de mig punt adovellada, dues espitlleres laterals, ull de bou central superior i restes d'un petit campanar d'espadanya.